# Mutshatsha
Mutshatsha è un centro abitato della Repubblica Democratica del Congo, situato nella Provincia del Katanga.